# Списък на витинските царе
Това е списък на витинските царе в древното царство Витиния.
Царските династии и царете, управлявали ок. 435 пр.н.е. - 75 пр.н.е. във Витиния в северозападна Анатолия, (Мала Азия).

## Династии
- Дидалс (435/434 пр.н.е.)
- Ботир (?–377/376 пр.н.е.)
- Бас (377/376–328 пр.н.е.)

### Царе
- Зипоитес (328–280 пр.н.е.)
- Никомед I (280–255/3 пр.н.е.)
- Зиелас (ок. 250–ок. 230 пр.н.е.)
- Прусий I (ок. 230–182 пр.н.е.)
- Прусий II (182–149 пр.н.е.),
- Никомед II Епифан (149–128/127 пр.н.е.)
- Никомед III Евергет (128/127–ок. 94 пр.н.е.)
- Никомед IV Филопатор (ок. 94–74 пр.н.е.)